# Korsholm
Korsholm (in finlandese Mustasaari) è un comune finlandese di 19662 abitanti, situato nella regione dell'Ostrobotnia.

## Società

### Lingue e dialetti
Le lingue ufficiali di Korsholm sono lo svedese e il finlandese, e 1,6% parlano altre lingue.
| %     | Ripartizione linguistica (gruppi principali) |
| ----- | -------------------------------------------- |
| 69,4% | madrelingua svedese                          |
| 28,9% | madrelingua finlandese                       |